# 千歳市立緑小学校
千歳市立緑小学校（ちとせしりつ みどりしょうがっこう）は、北海道千歳市緑町4丁目にある市立小学校。

## 沿革
出典
- 1956年（昭和31年）
  - 6月 - 緑小学校開設決定。
  - 11月 - 校名を「千歳町立緑小学校」に決定する。
- 1957年（昭和32年）
  - 4月1日 - 千歳小学校と北栄小学校から分離して、千歳町立緑小学校開校。
  - 4月x日 - 開校式と第1回入学式挙行。PTA創立総会開催。校章制定。
- 1958年（昭和33年）
  - 2月 - 校歌制定。
  - 7月 - 千歳町の市制施行により、「千歳市立緑小学校」と改称。
- 1960年（昭和35年）11月 - 校名決定の日を開校記念日と定める。

## 通学区域
- 千歳市[2]
  - 春日町、緑町、大和、桂木、蘭越、新星、北斗1 - 3丁目、錦町1 - 2丁目、錦町3丁目の西側、錦町4丁目の西側

## 主な進学先
- 千歳市立千歳中学校（北斗3丁目を除く）
- 千歳市立北斗中学校（北斗3丁目のみ）[3]

## アクセス
- JR千歳線 千歳駅
- 北海道中央バス空4・空5系統春日町3丁目下車

## 特記事項
- ことばの教室を設置
- 校舎は校名にちなみ緑色に塗られている